# Нота (река)
Но́та — река в западной части Мурманской области России и частично на северо-востоке Финляндии (область Лапландия).

## Этимология названия
Название реки происходит от саамского слова нота. Оно обозначает невод. Данное слово используется как составная часть многих других топонимов и гидронимов в ареалах проживания саамов, которые образованы с использованием корня от этого слова. В Финляндии используется название Нуортти (фин. Nuorttijoki).

## Характеристика

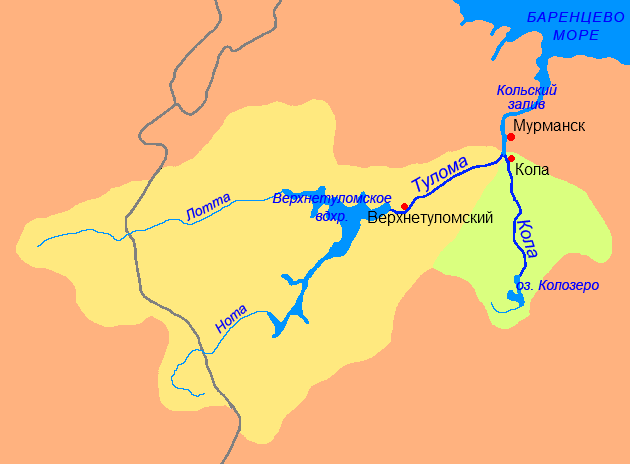
Бассейн Туломы и Колы

Длина реки составляет около 120 километров. Исток реки расположен в Финляндии, неподалёку от границы с Россией, к юго-востоку от Национального парка Урхо Кекконен. Верховья Ноты — это фактически несколько небольших рек, таких как Тулппиойоки и Нуорттийоки.
Пересекая границу с Россией чуть южнее горы Корватунтури, где, по местным поверьям, живёт Йоулупукки (финский Дед Мороз), Нота впадает в Верхнетуломское водохранилище. До образования водохранилища она впадала в Нотозеро, находящееся в его подпорье, и которое получило своё название от реки Нота. Сейчас же прежние низовья Ноты сильно расширились и де-факто представляют собой длинный залив водохранилища, сильно вдающийся на юго-запад.
Так же, как и протекающая чуть севернее Лотта, Нота в основном равнинная река, где встречаются и очень крутые пороги. Питание в основном снеговое, течение быстрое. Крупнейшие притоки — Падос, Этмос, Падус, Мавра.

## Хозяйственная деятельность
На реке Ноте в 1984 году сроком на 20 лет был организован государственный природный рыбохозяйственный заказник. Его площадь составила 15,8 тыс. гектаров. К территории заказника были отнесены река Нота, её притоки Падос, Явр и участок Верхнетуломского водохранилища до устья Ноты. Всего на территории Мурманской области было ещё лишь два подобных хозяйственных заказника — в районе рек Варзуга и Поной.
Река привлекает к себе рыболовов, поскольку богата форелью, хариусом, сёмгой, сигом, кумжой (с целью сохранения последних двух видов был создан заказник). Крупных населённых пунктов, за исключением пограничных застав и погостов, на реке нет.

## Притоки
Объекты перечислены по порядку от устья к истоку.
- 12 км: Кацким
- 17 км: Россйоки
- 29 км: Арьян
- 33 км: Вува
- 48 км: Гирвас
- 66 км: Явр
- 74 км: Мавра
- 76 км: Пяртым
- 81 км: Падос
- 98 км: Этмос
- 104 км: Падус